# Малі Тюкти
Малі Тюкти́ (каз. Кіші Тұйықты) — село у складі Зерендинського району Акмолинської області Казахстану. Входить до складу сільського округу Маліка Габдулліна.
Населення — 189 осіб (2021; 219 у 2009, 282 у 1999, 270 у 1989).
Національний склад станом на 1989 рік:
- казахи — 38 %;
- росіяни — 26 %.